# ディオニュシオス1世
ディオニュシオス1世あるいは大ディオニュシオス（古希: Διονύσιος ὁ πρεσβύτερος、紀元前432年ころ - 紀元前367年）は、現在のイタリア南部シチリア島にあった都市シュラクサイ（現在のシラクサ）を支配した、ギリシア人の僭主。ディオニュシオス1世はシチリア島内やイタリア半島南部の数都市を征服し、カルタゴの勢力がシチリア島へ及ぶことに抵抗して、シュラクサイを古代ギリシアの西方植民都市の中でも最も有力なものに成長させた。古代の人々の間で、ディオニュシオス1世は、残虐で猜疑心が強く、執念深い、最悪の暴君のひとりと見なされていた。

## 生涯

### 生い立ち
ディオニュシオスは、最初は役人として働いていた。紀元前409年に始まったカルタゴとの戦争で手柄を立てたことから、紀元前406年に軍の最高司令官に選ばれた。翌紀元前405年には、全権を掌握し、僭主となった。その後、ディオニュシオスは、自分の地位を固めるために情け容赦ない仕打ちを重ねた。

### 傭兵と独裁
民主政をとっていたシュラクサイに対する、ディオニュシオスの勝利は、彼が、最悪にして最高の傭兵指揮者であったことを表している。暴君としてのディオニュシオスが第一歩を踏み出すのは、襲撃を偽装して自分の命が狙われていると見せかけ、護衛のために600人の個人的傭兵をもてるようになってからであった。ディオニュシオスはこの傭兵を1000人にまで増員でき、徐々に自分の権力を固めて、僭主としての地位を確立していった。ディオニュシオスは自分の傭兵を、シュラクサイのポリス共同体の隅々にまで配置した。その結果、民主政が機能していると思わせるものは、まったく消し去られてしまった。ディオニュシオスの統治は、「まったく違憲、違法で、民主政支持派の反乱を避けることができない」ものであった。地元シュラクサイにおけるディオニュシオスの立場は、早くも紀元前403年には、哲学的立場から僭主政治に反対する者たちによって脅かされた。 興味深いことにスパルタは、過去においてコリントスやアテナイから僭主たちを追放してきたにもかかわらず、ディオニュシオスやその独裁を非難することもなかった。実際、両者の関係は良好なものであり続けた。
ディオニュシオスは、スパルタの支配下にある地域から、傭兵を徴集することも認められていた。古典古代における優れた民主政ポリスの崩壊と、その後のディオニュシオスの終身政権は、傭兵が広まったことによって紀元前4世紀に各地で繰り返される現象の先駆であった。傭兵と僭主は持ちつ持たれつの関係にあった。例えば、歴史家ポリュビオスは、いかに「暴君の安全は、ひとえに忠実で協力な傭兵にかかっていた」（Polybius 11.13）と記している。アリストテレスは、何らかの「護衛」（私兵）が絶対的な王権には不可欠だと記し（アリストテレス 『政治学（ポリティカー）』1286b28-40)、選挙で選ばれた僭主の場合は特定の適正な傭兵の人数があり、それより少数に過ぎると僭主の権力が脅かされ、多数に過ぎるとポリス自体が危うくなるとるとした。アリストテレスは、観察を踏まえて、シュラクサイの市民たちが、ディオニュシオスに多すぎる「護衛」を雇わせないよう警告されていたことを記している（アリストテレス 『政治学（ポリティカー）』同所）。

### 征服
ディオニュシオス1世は、紀元前397年から紀元前392年まで、カルタゴとのシケリア戦争 で勝つことも負けることもあり、カルタゴ勢をシチリア島から完全に一掃しようというディオニュシオスの目論見は達せられず、ディオニュシオスが死去した時点で、シチリアの少なくとも3分の1はカルタゴの支配下にあった。ディオニュシオスは、（イタリア半島本土の）レギオン（現在のレッジョ・ディ・カラブリア）への遠征を行ない、これを支配下に入れ、さらにレギオンと同盟していた大ヘラス（マグナ・グラエキア）の諸都市にも攻撃をかけた。あるときには、ロクリの防衛を図るため、ルカニア（Lucania：現在のバジリカータ州付近）勢の加勢を得てトゥリイ (Thurii) やクロトンの領域を蹂躙した。

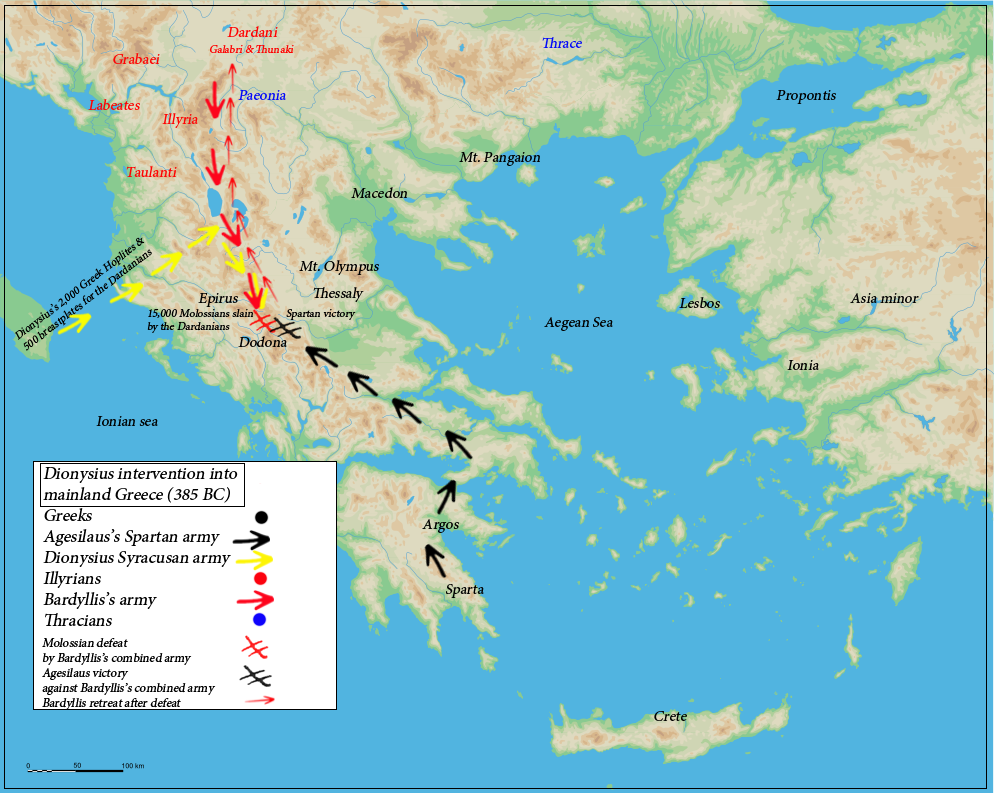
アルケタス1世の復位を図ったディオニュシオス1世の軍事作戦

紀元前386年に、長い攻城戦の末に、レギオンを陥落させたディオニュシオス1世は、その住民を奴隷として売り飛ばした。イリュリア人とともにデルポイの神殿の略奪を企て、また、エトルリアの沿岸部に位置し当時共和政ローマと同盟を結んでいたカエレ（ギリシア語名：アギュラ）(Caere) の神殿を略奪した。一方、アドリア海沿岸では、貿易の拠点としてアンコーナ、アドリア、イッサ（ヴィス島）を建設した。ディオニュシオス1世の進出によって、アドリア海はシュラクサイの海となった。ペロポネソス戦争では、スパルタ側に就いて参戦し、傭兵を派兵した。
紀元前385年、エピロス王アルケタス1世が国を追われ、ディオニュシオス1世のもとに逃れてきていた。エピロスに友好的な君主国があることを望んだディオニュシオスは、エピロスのモロシア人 (Molossians) を攻撃していたバルデュリス (Bardyllis) 率いるイリュリア人たちのもとに、2000人のギリシア人重装歩兵を派遣し、500揃いのギリシア式甲冑を送った。彼らはこの地を蹂躙し、15,000人のモロシア人を殺し、アルケタス1世は王座に返り咲いた。この事態にアゲシラオス2世が自ら出馬して、スパルタが介入し、テッサリア、マケドニア王国からの支援、またモロシア人自身の働きもあり、イリュリア勢は排除された。

### 死
多数説では、ディオニュシオス1世は、その後にディオニュシオス2世（Dionysius II of Syracuse、小ディオニュシオス、Dionysius the Younger）としてシュラクサイの僭主を継いだ息子の差し金で、侍医に毒を盛られて死んだという。ディオニュシオス1世の伝記は、ピリストス (Philistus) がまとめたとされるが、現存していない。
別の説では、アテナイで行なわれたレナイア祭 (Lenaia) で自作の悲劇『ヘクトールの身代金 (The Ransom of Hector)』が競技に勝ったと知らされて狂喜し、死に至るまで深酒をしたともいう。また別の説では、紀元前367年に、自作劇の勝利を知った後、自然死したともいう。さらに第三の説として、カルタゴとの戦費を調達するため、かつての「仲間」に対して排除や課税を行なったことから、報復されたという見解もある。

## 知的嗜好
アテナイの僭主であったペイシストラトスと同じように、ディオニュシオスは教養ある人々を身の回りに置き、その中には歴史家ピリストスや詩人ピロクセノス (Philoxenus)、哲学者プラトンらがいたが、ディオニュシオスは彼らを気まぐれに扱った。あるとき、ディオニュシオスは、ピロクセノスを捕らえて石切り場へ送んだ上で、その詩作を散々にこき下ろした。その数日後、ディオニュシオスは友人の求めに応じてピロクセノスを解放し、自分の前にピロクセノスを召し出して詩の朗読をさせた。ディオニュシオスも自作の詩を朗読し、聴衆は拍手した。ディオニュシオスはピロクセノスに、自分の詩を気に入ったかと尋ねたが、詩人は「石切り場に戻してください」とだけ応えたという。
ディオニュシオスは文学作品の作者、ないしは後援者としての姿勢も示した。彼の詩作は、ピロクセノスに厳しく批判され、古代オリンピックの詩の競技では不評を浴びた。悲劇『ヘクトールの身代金』は、アテナイのレナイア祭で賞をとり、狂喜のあまり死に至るほどの深酒をした。
ディオニュシオスの名は、「ダモンとピュティアス (Damon and Pythias)」の伝説にも登場し、「ダモクレスの剣」の伝説にも間接的に（息子であるディオニュシオス2世を介して）取り上げられている。「ディオニュシオスの耳 (Ear of Dionysius)」は、シラクサにある、人工的に空けられた石灰岩の洞窟である。

## シュラクサイの城壁
紀元前402年、ディオニュシオス1世は、シュラクサイの周囲を囲む城壁を建設し始めた。紀元前397年に完成したこの壁は、以下のような特徴をもっている。
- 全長 27km
- 基底部の厚さ 3.3 m - 5.35 m
- 城壁に設けられた塔の数 14 （エウリュアロス Euryalos 城を含めて）
- 最大の塔 8.5 m x 8.5 m
- 掘の深さ 最大9 m （エウリュアロス Euryalos 城）

この巨大な城塞を築くためには、毎日300トンの石材を積んだとしても5年の歳月が必要だったはずである

## 創作における言及
ディオニュシオス1世は、ダンテの『神曲』「地獄篇」（1308年 - 1321年）において、現世で流血と略奪にふけり、地獄で煮えたぎる血の川で苦しむ僭主として言及されている。メアリ・ルノー (Mary Renault) の歴史小説『The Mask of Apollo』（1966年）には、架空の人物像でディオニュシオスが描かれる。L・スプレイグ・ディ・キャンプの歴史小説『The Arrows of Hercules』（1965年）では、シラクサに近いオルテュギア島 (Ortygia) の発明家のパトロンとして大きく扱われている。また、ヴァレリオ・マッシモ・マンフレディ (Valerio Massimo Manfredi) の小説『Tyrant』（2003年）では、主人公になっている。1962年の米伊合作映画『Damon and Pythias』も、ディオニュシオス1世を取り上げている。
日本では、フリードリヒ・フォン・シラーの長詩「人質」(Die Bürgschaft) で「暴君ディオニュソス王」として語られる逸話を太宰治が小説化した「走れメロス」の暴君ディオニスのモデルとして知られる。